# Sammy Hagar
Sam Roy "Sammy" Hagar (* 13. října 1947, Salinas, Kalifornie, Spojené státy), někdy také jako The Red Rocker je americký rockový zpěvák, kytarista, skladatel a sólový umělec. Hagar byl druhý ze tří zpěváků skupiny Van Halen. 12. března 2007 byl uveden do Rock and Rollové síně slávy jako člen Van Halen. Spolupracoval s umělci jako Eddie Van Halen, Ronnie Montrose nebo Neal Schon z Journey. V současné době zpívá s hard rockovou skupinou Chickenfoot.